# Stockholm Open 2015
Lo Stockholm Open 2015 è stato un torneo di tennis che si è giocato su campi in cemento al coperto. È stata la 47ª edizione dello Stockholm Open che fa parte della categoria ATP World Tour 250 series nell'ambito dell'ATP World Tour 2015. Gli incontri si sono svolti al Kungliga tennishallen di Stoccolma, in Svezia, dal 20 al 27 ottobre 2015.

## Partecipanti

### Teste di serie
| Nazionalità | Giocatore       | Ranking* | Testa di serie |
| ----------- | --------------- | -------- | -------------- |
| Rep. Ceca   | Tomáš Berdych   | 5        | 1              |
| Francia     | Richard Gasquet | 11       | 2              |
| Francia     | Gilles Simon    | 14       | 3              |
| Australia   | Bernard Tomić   | 20       | 4              |
| Bulgaria    | Grigor Dimitrov | 22       | 5              |
| Francia     | Jérémy Chardy   | 29       | 6              |
| Stati Uniti | Jack Sock       | 33       | 7              |
| Lussemburgo | Gilles Müller   | 36       | 8              |

* Ranking al 13 ottobre 2015.

### Altri partecipanti
I seguenti giocatori hanno ricevuto una wildcard per il tabellone principale:
- Tomáš Berdych
- Jarkko Nieminen
- Mikael Ymer

I seguenti giocatori sono passati dalle qualificazioni:

- Filip Krajinović
- Maximilian Marterer
- Ante Pavić
- Miša Zverev

I seguenti giocatori sono entrati come Lucky loser:
- Nicolás Almagro

## Campioni

### Singolare
Tomáš Berdych ha sconfitto in finale  Jack Sock per 7–6(1), 6–2.
- È il dodicesimo titolo in carriera per Berdych, il secondo del 2015.

### Doppio
Nicholas Monroe /  Jack Sock hanno sconfitto in finale  Mate Pavić /  Michael Venus per 7-5, 6-2.